# Бєляєва Ольга Олександрівна
Ольга Олександрівна Бєляєва (*9 вересня 1984 р. м. Суми)  —  українська поетеса, журналістка, співачка. 

## Життєпис

### Навчання
У 2002 р. закінчила НВК загальноосвітню школу 1-3 ступенів військово-юридичний ліцей № 1. З 2002-2004 навчалася в Сумському державному педагогічному університеті ім. А. С Макаренка на факультеті української філології. З 2005 2008 навчалася у Відкритому міжнародному університеті розвитку людини «Україна». За фахом  — юрист. 

### Творчість
Член літературно мистецької студії «Орфей». Поетеса. Лауреат конкурсів та фестивалів української поезії. Автор двох поетичних збірок : «Червоні пахощі гіркого ладану»(2003 р.) та « На межі розкраяних епох»(2010р.). Друкувалася в альманахах «Орфей», «Слобожанщина», «Крона слова», «Зорі над морем», «Земляки» тощо, а також в обласній періодиці.  
Учасниця Всеукраїнської наради молодих літераторів у м. Коктебель(2008). «Голова Сумського молодіжного осередку Союзу Українок. 
Тележурналістка ТОВ ТРК «Академ-TV» ( редактор новин, автор та ведуча культурологічних програм).
Автор та виконавець власних пісень , можна прослухати на сайті www.vulyk.ua

### Сімейний стан
Одружена, виховує сина.  